# Su Siao-kchang
Su Siao-kchang (čínsky 苏晓康; *1949) je čínský intelektuál, spisovatel, novinář, politický aktivista, který byl v roce 1989 jmenován jedním ze sedmi nejhledanějších čínských disidentských intelektuálů. Jeho dílo Říční elegie připravilo půdu pro protesty na náměstí Nebeského klidu v roce 1989 a jeho účast na protestech ho také donutila k odchodu do exilu. Su v současné době (2022) žije v Delaware ve Spojených státech.

## Životopis

### Raná léta
Su pocházel z intelektuální rodiny: jeho otec Su Pchej byl místopředsedou Stranické školy ústředního výboru Komunistické strany Číny a matka byla reportérkou deníku Guangming Daily. Su navštěvoval technickou vysokou školu, kde získal vyšší vzdělání. Kvůli svému intelektuálnímu původu byl během kulturní revoluce poslán na venkov jako dělník. Po kulturní revoluci se Su stal reportérem deníku Henan Daily a později Žen-min ž’-pao a působil jako lektor na Pekingském rozhlasovém institutu a později na Pekingské pedagogické univerzitě.

### Říční elegie
Su Siao-khang byl v 80. letech 20. století velmi oceňován vědci a intelektuály, byl považován za jednoho z nejikoničtějších a nejpopulárnějších liberálních spisovatelů. Napsal scénář ke kontroverznímu a myšlenkově podnětnému šestidílnému dokumentárnímu filmu Říční elegie, který vyprávěl o úpadku čínské civilizace a kultury, zdůrazňoval rozdíly mezi „průhledností“ demokracie a „neprůhledností“ autokracie a jemně kritizoval politický systém pod vládou komunistické strany. Dokument byl inspirativní pro řadu univerzitních studentů a stal se nástrojem k zahájení protestů na náměstí Nebeského klidu.

### Protesty na náměstí Nebeského klidu

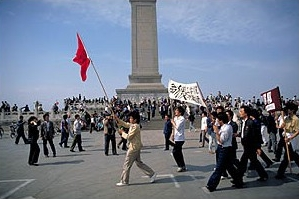
Protesty na náměstí Nebeského klidu v roce 1989

Su se, spolu s 50 spisovateli a romanopisci, zúčastnil květnových protestů před příjezdem sovětského generálního tajemníka Michaila Gorbačova. Su vyjádřil studentům podporu a prohlásil: „Studenti by neměli zůstat osamoceni.“ Dne 19. května 1989 Su a další intelektuálové podepsali petici požadující demokracii v Číně:
„My, intelektuálové, ve jménu své osobní integrity a veškeré své morální bezúhonnosti, tělem i duší, s veškerou svou důstojností jednotlivce, slavnostně přísaháme, že nikdy neustoupíme v úsilí o demokracii, jehož průkopníky byli studenti svou krví a životy, nikdy se pod žádnou záminkou neodpojíme ze zbabělosti, nikdy nedopustíme znovu ponížení minulosti, nikdy nezaprodáme svou morální integritu, nikdy se nepodřídíme diktatuře, nikdy nesložíme slib věrnosti posledním císařům Číny 80. let.“
Navzdory Suově hlasité podpoře studentského hnutí se 13. května vydal na náměstí a pokusil se studenty přesvědčit, aby od hladovky odstoupili, protože měl podezření, že by hladovka mohla přerůst v „krvavou lázeň". Jeho knihy byly ihned po potlačení protestů zakázány k prodeji a vydání. Říční elegie byly oficiálně odsouzeny komunistickou stranou s tím, že jsou kontrarevoluční.

### Exil
Po potlačení protestů dne 4. června 1989 Komunistická strana Číny obvinila Su Siao-khanga jako jednu z „černých rukou“, které stály za protestem a následně ho obvinila z trestného činu „podněcování kontrarevoluční propagandy“. V tuto chvíli se uchýlil do ilegality, aby se vyhnul zatykači. Během exilu se Su musel tři měsíce skrývat v horách a odlehlých vesnicích, než ho operace Yellowbird úspěšně propašovala do Hongkongu. Su pokračoval do Francie a později se znovu setkal se svou ženou a synem ve Spojených státech. Od začátku exilu se Su aktivně účastnil projevů a seminářů na podporu demokratického hnutí v Číně. Založil internetový časopis s názvem Demokratická Čína, aby pokračoval v prodemokratickém hnutí.
Su napsal paměti s názvem A Memoir of Misfortune (Vzpomínky na neštěstí), které vyšly v roce 1997 v čínštině a v roce 2001 v angličtině. Memoáry dokumentují útrapy, kterými prošel on a jeho rodina po svém vyhnanství a tragické automobilové nehodě ve městě Buffalo, při níž ochrnula jeho žena. Po knize A Memoir of Misfortune napsal Su další knihu s názvem The Loneliness of Delaware Bay (Osamělost Delawarské zátoky), v níž vypráví o útrapách a problémech, kterým čelil po přestěhování do Spojených států. V roce 2013 vydal třetí knihu The Era of Slaying the Dragon (Éra zabíjení draka), v níž se zabývá tématy Maova Velkého skoku a dalšími zvěrstvy, k nimž docházelo za vlády Komunistické strany Číny.
V roce 2003 se Su mohl vrátit do Číny na pohřeb svého otce za tří podmínek, které mu uložila čínská vláda:
- Žádné rozhovory s tiskem.
- Žádné projevy.
- Žádná setkání s politickými aktivisty.

Suův příběh se objevil také v kampani Home coming, kterou financoval a založil Chu Yiu Ming a jejímž cílem bylo obnovit právo exilových demokratických aktivistů na návrat do Číny.